# مرفتة
مرفتة (بالعثمانية: مرفته) هو أحد أحياء بلدية ومنطقة شركوي في مقاطعة تكيرداغ في تركيا.  بلغ عدد سكانها 2,412 نسمة عام 2022.  قبل إعادة التنظيم عام 2013 كانت مدينة بلدة. وتقع على بحر مرمرة نحو 51 كم جنوب غرب تكيرداغ.